# Plinia punctata
Plinia punctata är en myrtenväxtart som beskrevs av Ignatz Urban. Plinia punctata ingår i släktet Plinia och familjen myrtenväxter. Inga underarter finns listade i Catalogue of Life.